# Società Sportiva Roma Vis Nova Pallanuoto 2014-2015

## Rosa
| N° |                    | Ruolo | Giocatore             |
| -- | ------------------ | ----- | --------------------- |
|    | Italia (bandiera)  | P     | Mario Bonito          |
|    | Italia (bandiera)  | P     | Alessandro Serrentino |
|    | Italia (bandiera)  | P     | Gianmarco Nicosia     |
|    | Italia (bandiera)  | D     | Matteo Rigo           |
|    | Italia (bandiera)  | D     | Claudio Innocenzi     |
|    | Croazia (bandiera) | D     | Ivan Banovac          |
|    | Italia (bandiera)  | D     | Francesco Vitola      |
|    | Italia (bandiera)  | D     | Francesco Poli        |
|    | Italia (bandiera)  | CV    | Cristiano Mirarchi    |

| N° |                        | Ruolo | Giocatore          |
| -- | ---------------------- | ----- | ------------------ |
|    | Italia (bandiera)      | CV    | Davide Murro       |
|    | Italia (bandiera)      | CV    | Andrea Manzo       |
|    | Italia (bandiera)      | A     | Simone Pappacena   |
|    | Italia (bandiera)      | A     | Nicola Cuccovillo  |
|    | Italia (bandiera)      | A     | Federico D'Urso    |
|    | Italia (bandiera)      | CB    | Marco Parisi       |
|    | Stati Uniti (bandiera) | CB    | Lucas Wil Reynolds |
|    | Italia (bandiera)      | CB    | Leonardo Bardella  |

| Allenatore: | Cristiano Ciocchetti |

## Mercato
| Acquisti | Acquisti           | Acquisti          | Acquisti |
| R.       | Nome               | da                |          |
| -------- | ------------------ | ----------------- | -------- |
| D        | Ivan Banovac       | Muri Antichi      |          |
| D        | Matteo Rigo        | RN Latina         |          |
| CV       | Cristiano Mirarchi | UCLA Bruins       |          |
| CB       | Marco Parisi       | Canottieri Napoli |          |
| CB       | Lucas Wil Reynolds | Wests Magpies     |          |

| Cessioni | Cessioni         | Cessioni  | Cessioni |
| R.       | Nome             | a         |          |
| -------- | ---------------- | --------- | -------- |
| CV       | Lorenzo Briganti | Posillipo |          |

## Risultati

### Serie A1

#### Girone di andata
| Arbitri: | Luca Castagnola Leonardo Ceccarelli |

|                                                            |           |                                                         |
| Petković: 4 S. Luongo: 3 Lanzoni: 2 M. Gitto, Valentino: 1 | Marcatori | 2: Cuccovillo, Pappacena 1: Innocenzi, Spinelli, Vitola |

| Arbitri: | Marco Piano Stefano Pinato |

|                                 |           |                                                   |
| Cuccovillo, Parisi, Spinelli: 1 | Marcatori | 2: Cesini, Krizman, Milaković 1: Ferraris, Jelača |

| Arbitri: | Massimo Filippo Gomez Francesco Romolini |

| |           |                              |
| A. Ivović: 4 Fondelli, Giorgetti, F. Lapenna, Prlainović: 3 Felugo, Figari: 2 Figlioli, Giacoppo, N. Gitto: 1 | Marcatori | 1: Cuccovillo, Murro, Parisi |

| Arbitri: | Massimo Calabrò Giuseppe Fusco |

|                                                                                |           |                                          |
| Pappacena: 3 Banovac: 2 Cuccovillo, Manzo, Parisi, Reynolds, Rigo, Spinelli: 1 | Marcatori | 2: Gambacorta, Gobbi 1: Bosazzi, Coppoli |

| Arbitri: | Stefano Alfi Cristina Taccini |

|                                                                     |           |                                              |
| Cuccovillo: 4 Banovac, Murro: 2 Manzo, Pappacena, Reynolds, Rigo: 1 | Marcatori | 4: E. Di Somma 2: De Trane 1: Loomis, Ravina |

| Arbitri: | Gianluca Centineo Stefano Pinato |

|                                                                                         |           |                                        |
| Bini, Đ. Filipović: 3 Razzi: 2 A. Di Fulvio, M. Lapenna, M. Luongo, Sadovyy, Steardo: 1 | Marcatori | 4: Cuccovillo 2: Murro 1: Parisi, Rigo |

| Arbitri: | Massimiliano Caputi Alberto Rovida |

|                                                                      |           |                                                                                         |
| Banovac, Pappacena: 2 Cuccovillo, Cusmano, Parisi, Reynolds, Rigo: 1 | Marcatori | 2: A. Calcaterra, Samuels, Vittorioso 1: Africano, Cannella, Di Rocco, Gianni, Leporale |

| Arbitri: | Leonardo Ceccarelli Giovanni Lo Dico |

|                                                                                |           |                                                  |
| Brguljan: 4 Borrelli, Buonocore: 2 Baraldi, Esposito, G. Mattiello, Velotto: 1 | Marcatori | 3: Murro 1: Banovac, Cuccovillo, Innocenzi, Rigo |

| Arbitri: | Luca Bianco Marco Ercoli |

|                                                   |           |                                                          |
| Banovac, Innocenzi, Reynolds, Spinelli, Vitola: 1 | Marcatori | 3: Damonte 1: Agostini, Alesiani, Colombo, G. Fiorentini |

| Arbitri: | Daniele Bianco Francesco Romolini |

| |           |                                                         |
| Bodegas: 5 Giorgi, Napolitano, C. Presciutti: 3 Bruni, D. Fiorentini, Nora, N. Presciutti, Rizzo: 1 | Marcatori | 2: Banovac, Spinelli 1: Cuccovillo, Mirarchi, Pappacena |

| Arbitri: | Leonardo Ceccarelli Luca Castagnola |

|                                                                |           |                                                                |
| Mirarchi: 3 Banovac: 2 Cuccovillo, Murro, Pappacena, Parisi: 1 | Marcatori | 3: Radović 2: Mandolini, RenzutI. o 1: Dolce, Foglio, Klikovac |

#### Girone di ritorno
| Arbitri: | Giuseppe Fusco Stefano Pinato |

|                                                         |           |                                                                               |
| Mirarchi: 5 Banovac, Cuccovillo, Innocenzi, Spinelli: 1 | Marcatori | 3: Lanzoni 2: M. Gitto 1: Astarita, S. Luongo, Paškvalin, Petković, ScottG. i |

| Arbitri: | Massimo Filippo Gomez Massimo Calabrò |

|                                                                |           |                                                     |
| Milaković: 3 Busilacchi: 2 Cesini, Gaffuri, Jelača, Krizman: 1 | Marcatori | 3: Mirarchi 2: Pappacena 1: Murro, Parisi, Spinelli |

| Arbitri: | Luca Bianco Francesco Romolini |

|                            |           | |
| Rigo: 2 Mirarchi, Murro: 1 | Marcatori | 5: Prlainović 4: Giacoppo 3: Giorgetti, N. Gitto 2: Felugo 1: Aicardi, F. Di Fulvio, Fondelli, F. Lapenna |

| Arbitri: | Gianluca Centineo Antonio Pascucci |

|                                                                    |           |                                                             |
| Generini: 4 Coppoli, Tan: 3 Brancatello: 2 Gambacorta, Gragnani: 1 | Marcatori | 3: Cuccovillo, Pappacena 2: Mirarchi, Spinelli 1: Innocenzi |

| Arbitri: | Stefano Alfi Fabio Collantoni |

|                                                                      |           |                                                       |
| Deserti: 4 A. Di Somma, Ravina: 2 De Trane, E. Di Somma, Guidaldi: 1 | Marcatori | 2: Banovac 1: Cuccovillo, Pappacena, Spinelli, Vitola |

| Arbitri: | Fabio Brasiliano Alessandro Sgarra |

|                                                 |           |                                                     |
| Pappacena: 3 Cuccovillo, Innocenzi, Mirarchi: 1 | Marcatori | 3: M. Luongo 2: Đ. Filipović, M. Lapenna 1: Sadovyy |

| Arbitri: | Daniele Bianco Massimo Filippo Gomez |

|                                                             |           |                                                                     |
| Samuels, Vittorioso: 3 Africano, A. Calcaterra, Leporale: 1 | Marcatori | 4: Cuccovillo 2: Mirarchi 1: Innocenzi, Pappacena, Parisi, Reynolds |

| Arbitri: | Leonardo Ceccarelli Marco Piano |

|                                                  |           |                                                                     |
| Innocenzi, Reynolds: 2 Mirarchi, Parisi, Rigo: 1 | Marcatori | 2: Brguljan 1: Baraldi, Borrelli, Campopiano, G. Mattiello, Velotto |

| Arbitri: | Gianluca Centineo Giovanni Lo Dico |

|                                                                                             |           |                                                      |
| Damonte: 3 Alesiani: 2 Agostini, Colombo, G. Fiorentini, Fulcheris, Mistrangelo, Tomašić: 1 | Marcatori | 3: Innocenzi 2: Banovac, Mirarchi 1: Murro, Spinelli |

| Arbitri: | Giovanni Del Bosco Massimo Savarese |

|                                                     |           |                                                                                              |
| Mirarchi, Parisi: 2 Cuccovillo, Murro, Pappacena: 1 | Marcatori | 3: Rizzo 2: Giorgi, Molina, Napolitano, C. Presciutti, N. Presciutti 1: Bodegas, Bruni, Nora |

| Arbitri: | Stefano Pinato Francesco Romolini |

|                                                  |           |                                                                  |
| Gallo, Mandolini, Saccoia: 3 Foglio, Klikovac: 1 | Marcatori | 2: Cuccovillo, Pappacena 1: Banovac, Murro, Parisi, Rigo, Vitola |

### Coppa Italia

#### Prima fase
Due gruppi da quattro squadre ciascuno. La Roma Vis Nova è inclusa nel gruppo A.
| Arbitri: | Luca Castagnola Marco Piano |

|                                                   |           |                                                                               |
| Banovac, Cuccovillo, Innocenzi, Parisi, Vitola: 1 | Marcatori | 4: S. Luongo, Petković 3: Lanzoni, Marziali, ScottG. i 1: Astarita, Valentino |

| Arbitri: | Fabio Brasiliano Luca Castagnola |

|                                                                    |           |                                                            |
| Coppoli: 3 E. Calcaterra, Ercolano, Gambacorta, Gobbi, Gragnani: 1 | Marcatori | 3: Spinelli 2: Murro 1: Innocenzi, Pappacena, Rigo, Vitola |

| Arbitri: | Fabio Brasiliano Marco Piano |

|                                                                       |           |                                              |
| Cannella: 4 A. Calcaterra, Vittorioso: 3 Africano, Colosimo, Sacco: 1 | Marcatori | 3: Murro 1: Cuccovillo, Innocenzi, Pappacena |

## Statistiche

### Statistiche di squadra
| Competizione | Punti | In casa | In casa | In casa | In casa | In casa | In casa | In trasferta | In trasferta | In trasferta | In trasferta | In trasferta | In trasferta | Neutro | Neutro | Neutro | Neutro | Neutro | Neutro | Totale | Totale | Totale | Totale | Totale | Totale | DR   |
| Competizione | Punti | G       | V       | N       | P       | Gf      | Gs      | G            | V            | N            | P            | Gf           | Gs           | G      | V      | N      | P      | Gf     | Gs     | G      | V      | N      | P      | Gf     | Gs     | DR   |
| ------------ | ----- | ------- | ------- | ------- | ------- | ------- | ------- | ------------ | ------------ | ------------ | ------------ | ------------ | ------------ | ------ | ------ | ------ | ------ | ------ | ------ | ------ | ------ | ------ | ------ | ------ | ------ | ---- |
| Serie A1     | 10    | 11      | 2       | 1       | 8       | 82      | 112     | 11           | 1            | 0            | 10           | 85           | 143          | 0      | 0      | 0      | 0      | 0      | 0      | 22     | 3      | 1      | 18     | 167    | 255    | -88  |
| Coppa Italia | -     | 0       | 0       | 0       | 0       | 0       | 0       | 0            | 0            | 0            | 0            | 0            | 0            | 3      | 1      | 0      | 2      | 20     | 40     | 3      | 1      | 0      | 2      | 20     | 40     | -20  |
| Totale       | -     | 11      | 2       | 1       | 8       | 82      | 112     | 11           | 1            | 0            | 10           | 85           | 143          | 3      | 1      | 0      | 2      | 20     | 40     | 25     | 4      | 1      | 20     | 187    | 295    | -108 |

### Classifica marcatori
| Tot. | Giocatore          | A1 | CI |
| ---- | ------------------ | -- | -- |
| 32   | Nicola Cuccovillo  | 30 | 2  |
| 25   | Simone Pappacena   | 23 | 2  |
| 23   | Cristiano Mirarchi | 23 | 0  |
| 19   | Ivan Banovac       | 18 | 1  |
| 19   | Davide Murro       | 14 | 5  |
| 15   | Claudio Innocenzi  | 12 | 3  |
| 15   | Antonio Spinelli   | 12 | 3  |
| 13   | Marco Parisi       | 12 | 1  |
| 10   | Matteo Rigo        | 9  | 1  |
| 7    | Lucas Wil Reynolds | 7  | 0  |
| 6    | Francesco Vitola   | 4  | 2  |
| 2    | Andrea Manzo       | 2  | 0  |
| 1    | Raffaele Cusmano   | 1  | 0  |